# Ивановка (Старомайнский район)
Ивановка — село в Старомайнском районе Ульяновской области, входит в состав Прибрежненского сельского поселения.

## География
Расположено в 17 км к югу от Старой Майны, на правом берегу реки Урень в месте её впадения в Куйбышевское водохранилище.

## История
Ивановка основана в 1760-х годах графом Иваном Григорьевичем Орловым и изначально называлась сельцо Ивановское. После Орловых их земли с крестьянами перешли во владение дворян Наумовых.
В 1780 году, при создании Симбирского наместничества, деревня Ивановка, помещиковых крестьян, черкас владельческих, при речке Урене, вошла в состав Ставропольского уезда. С 1851 года — в Самарской губернии.
После реформы 1861 года сельцо Ивановское административно относилось к Кремёнской волости Ставропольского уезда Самарской губернии.
На 1874 год владелицей Ивановки была графиня Анна Михайловна Орлова (вдова  В. В. Яшвиля,  дочери декабриста М. Ф. Орлова и Е. Н. Раевской).
В 1892 году в сельце, вместо сгоревшей деревянной часовни начали строить каменную церковь во имя Боголюбивой Божией Матери, в память чудесного события, происшедшего 17 октября 1888 года — Крушение императорского поезда. В ответ Александр III прислал значимую икону Боголюбивой Пресвятой Богородицы, что подняла престиж здешнего храма.
К концу XIX века в Ивановке была школа грамоты, преобразованная в начале XX века в церковно-приходскую школу.
В 1918 году в селе был создан сельский Совет.
22 января 1930 года образовался колхоз под названием «День Красной Армии». В этом же году сельский Совет в Ивановке был упразднён, и село стало относиться к Дмитриево-Помряскинскому сельскому Совету.
С 1930 по 1965 годы, из-за упразднения Старо-Майнского района, Ивановка находилась в Чердаклинском районе.
Немалый вклад в постройку танковой колонны имени Дмитрия Донского внесли священнослужители и верующие Ульяновской области и в частности жители Чердаклинского района Так, 5 июля 1943 г., за оказание помощи в построении танковой колонны и за патриотическую работу, митрополит Сергий пожаловал напёрстный крест священнику с. Ивановка Чердаклинского района Константину Конареву. 
С Великой Отечественной войны не вернулись 48 человек.
В 1950 году произошло объединение колхозов Ерзовки («Путь к социализму»), Ботьмы («Единый путь»), Юрманок и Ивановки («Трудовик») с Дмитриево-Помряскинским, который стал называться имени Мичурина.
С устройством Куйбышевского водохранилища в 1956 году, в село Дмитриево-Помряскино были допереселены часть жителей сносимых домов села.
В 1960 году колхоз имени Мичурина был присоединен к «Старомайнскому Птицесовхозу» (Прибрежное).
В 2000-х годах в селе был построен (восстановлен) Храм Боголюбивой Божией матери.
С 2018 года в окрестностях села проходил фестиваль исторической реконструкции «Волжский путь».                                                                                                                                                                Для этой цели в селе был построен историко-культурный комплекс «Булгарская застава».                                                                                                                                                                                                                                                                                                           

## Население
| Год  | Число дворов | Число жителей | Примечания                                                       |
| ---- | ------------ | ------------- | ---------------------------------------------------------------- |
| 1780 |              | 125           | помещиковых крестьян 123, черкас владельческих 2.                |
| 1795 | 59           | 368           | 2485 десятин земли.                                              |
| 1859 | 71           | 678           |                                                                  |
| 1884 | 152          | 873           | 2191 десятина земли, из них 1539 десятин пашни                   |
| 1889 | 200          | 1041          | Часовня, 2 водян. и 7 ветр. мельниц. Имение Ек. Андр. Тургеневой |
| 1900 | 250          | 1171          | водяная и 5 ветр. мельниц                                        |
| 1910 | 237          | 1263          | Церковь, церковно-приходская школа и 5 ветр. мельниц             |
| 1926 | 250          | 1163          |                                                                  |
| 1930 | 273          | 1268          |                                                                  |
| 1959 |              | 447           |                                                                  |
| 1979 |              | 185           |                                                                  |
| 1999 | 30           | 40            | недействующая церковь и дачные постройки                         |
| 2010 |              | 32            |                                                                  |

## Известные уроженцы
- Александр Фёдорович Савельев — Герой Советского Союза.
- Василий Иванович Филиппов — полный кавалер ордена Славы.

## Достопримечательности
- Храм Боголюбивой иконы Божией Матери (Боголюбская церковь)), приходская зимняя с колокольней и трапезной, 1892 г.[17][18][19][20][21][22][23][24][25][26][27][28][29][30]
- Здание школы построенной при содействии И. Н. Ульянова, II пол. XIX в.[17]

Объекты археологического наследия:
- Селище «Ивановка-1» 3-я четв. I тыс.[17]
- Селище «Ивановка-2» 3-я четв. I тыс. — 1 четв. II тыс.[17]
- Селище «Ивановка-3» II тыс.до н. э.[17]
- Курганная группа «Ивановка» (3 наспи) II тыс.до н. э. — I тыс.(?)[17]

## Улицы
- В селе находится две улицы и переулок, а почтовое отделение в с. Дмитриево-Помряскино: Дачный пер., ул. Новая, ул. Церковная[31].

## Галерея

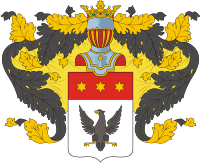
Герб рода Орловых.
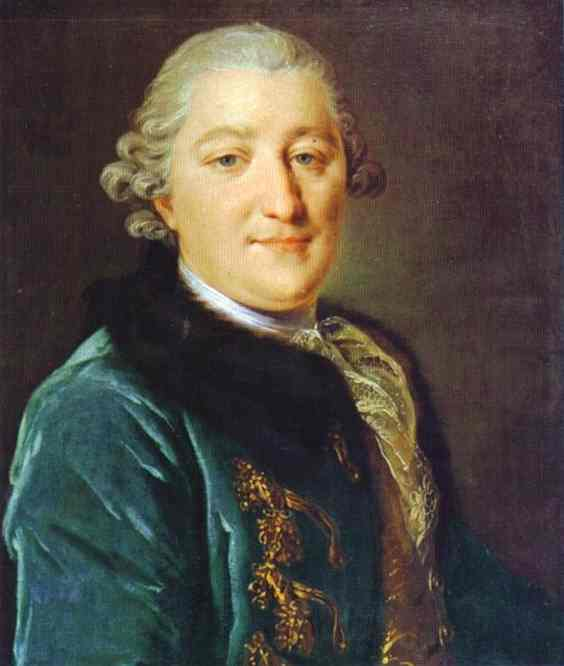
«Портрет графа И.Г. Орлова», худ. Ф. С. Рокотов. Основатель села.
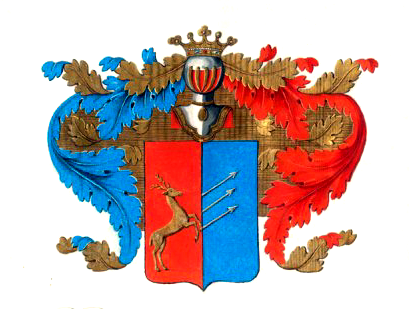
Родовой герб Наумовых.
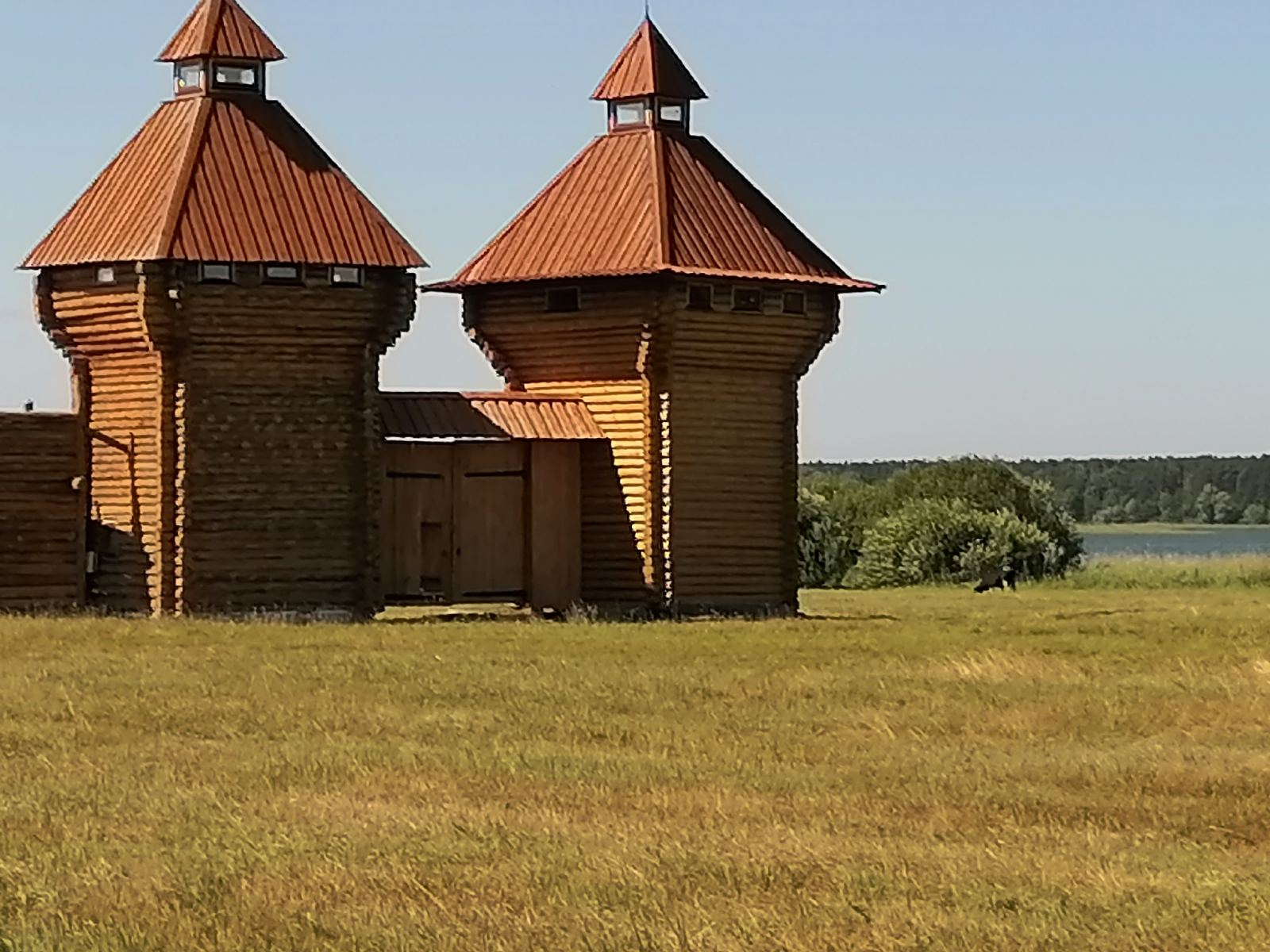
ИКК «Булгарская застава» (с. Ивановка).
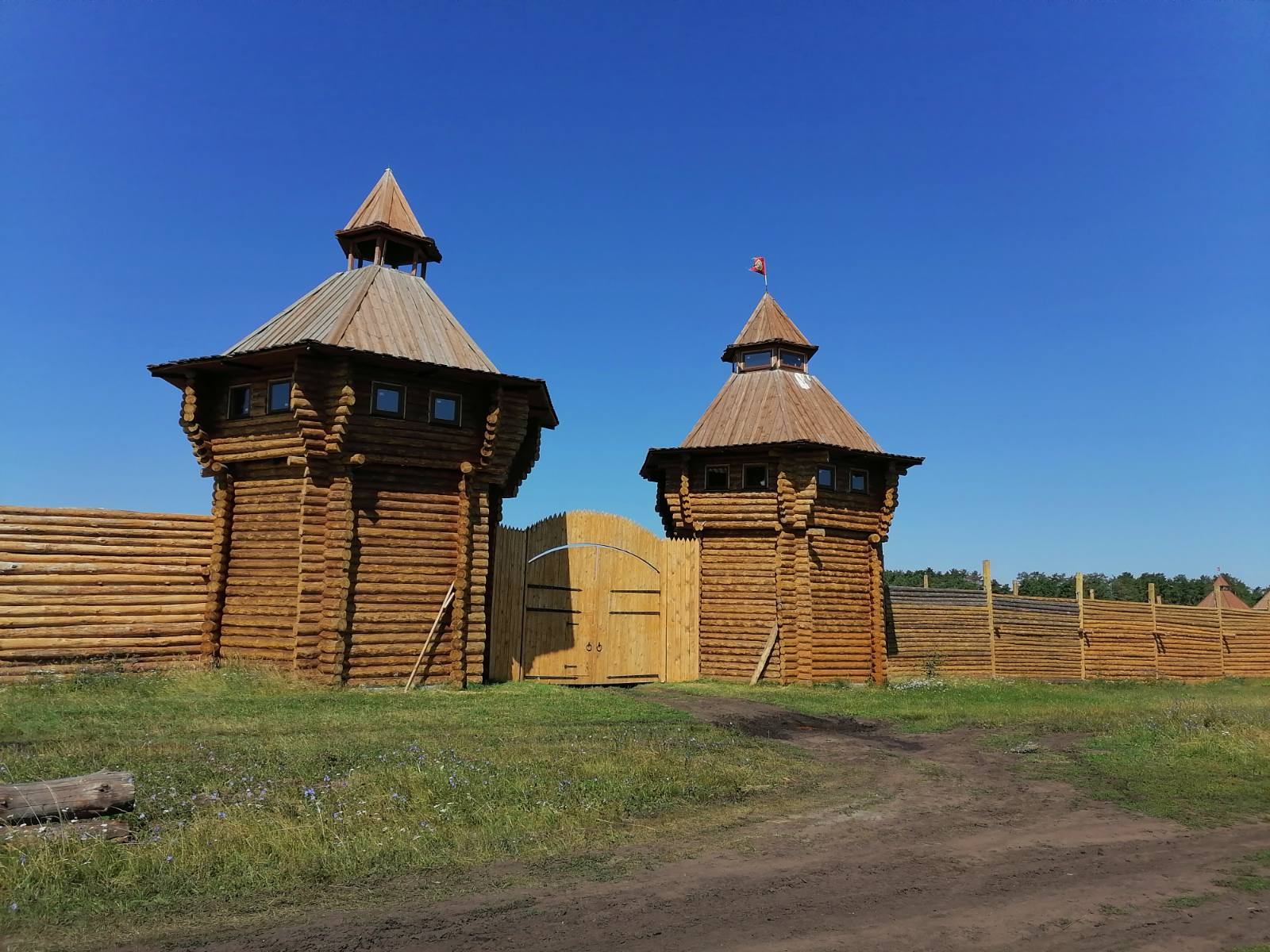
ИКК «Булгарская застава» (с. Ивановка).
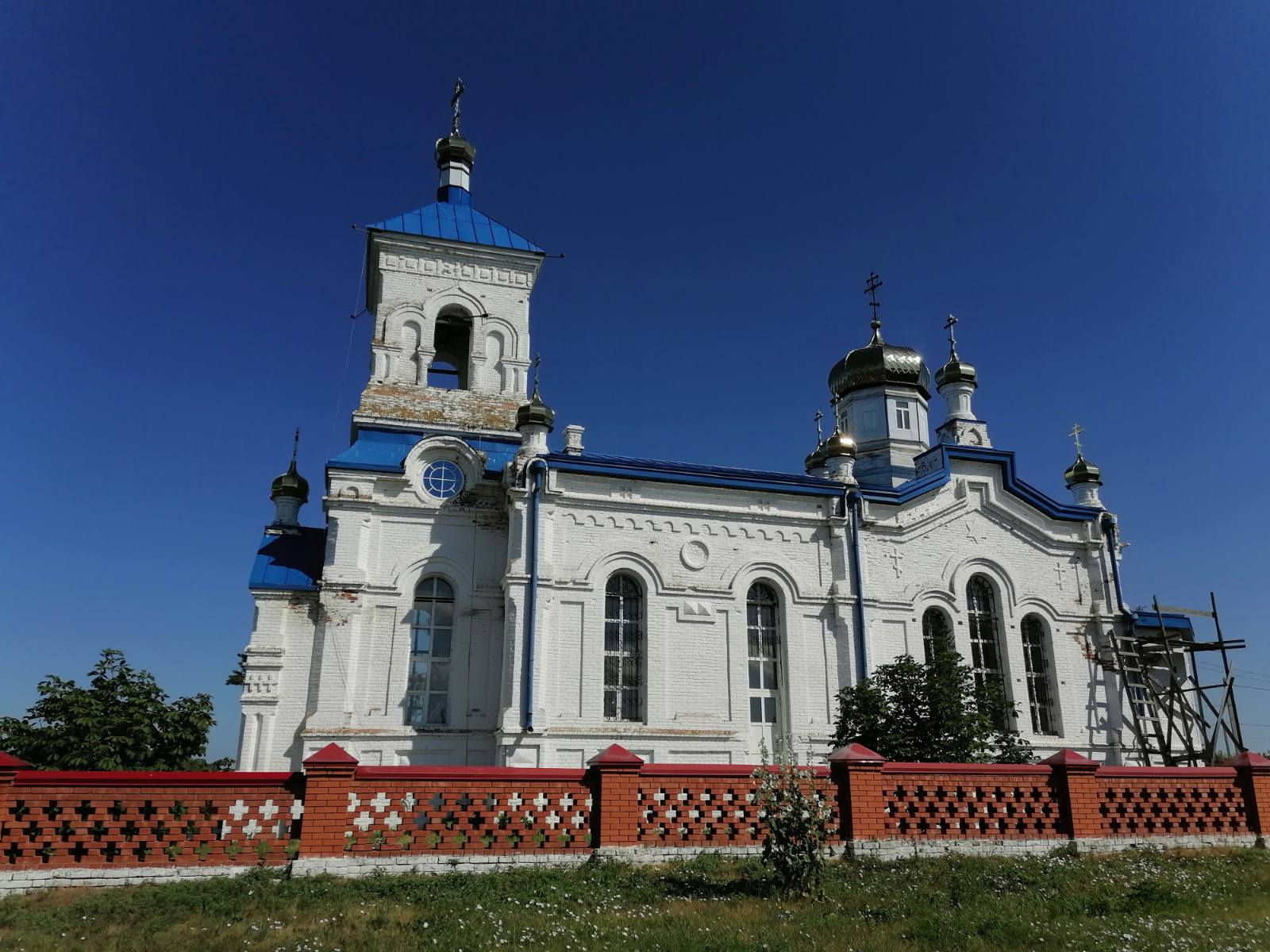
Храм Боголюбивой иконы БМ (с. Ивановка).
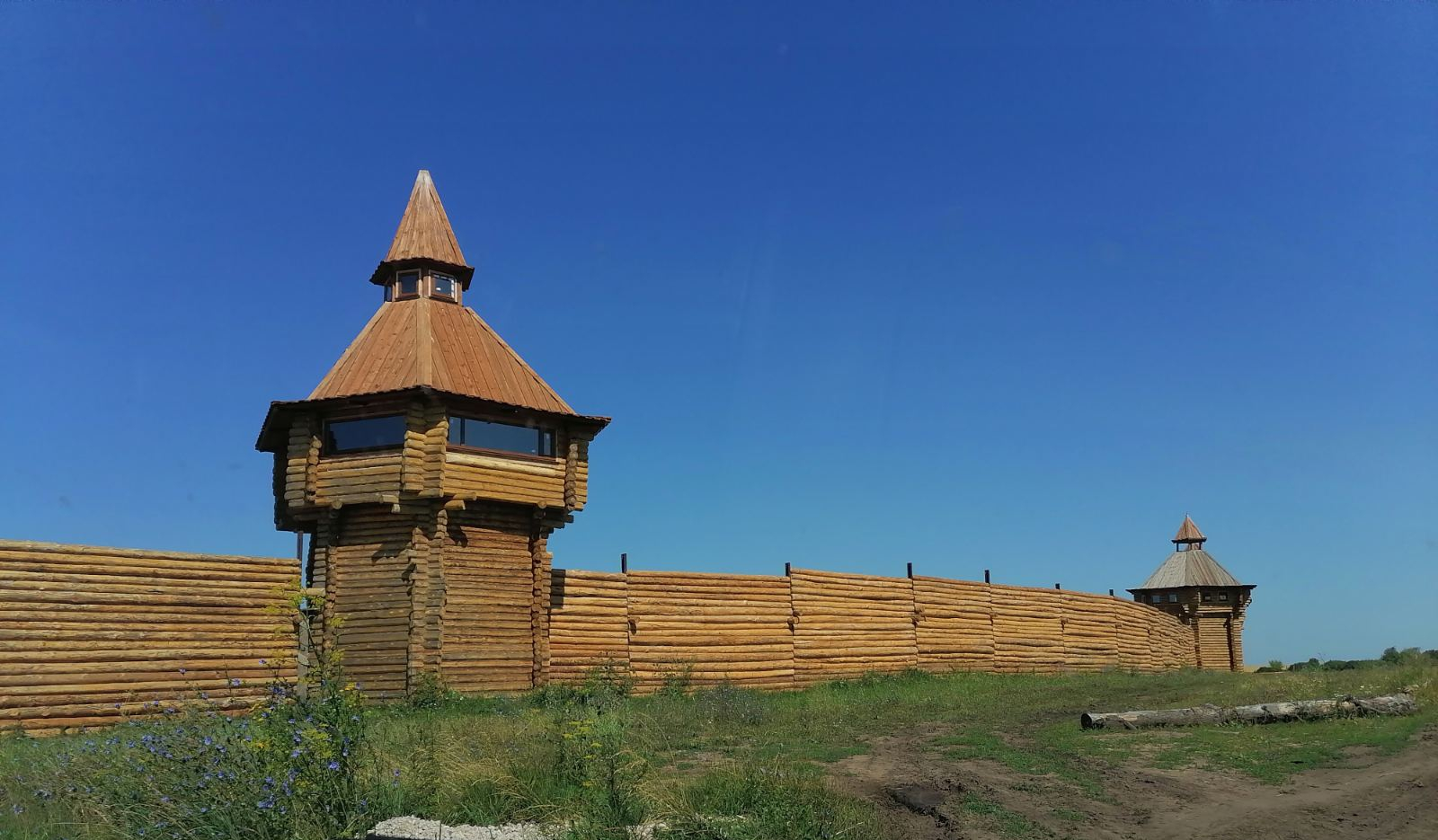
ИКК «Булгарская застава» (с. Ивановка).
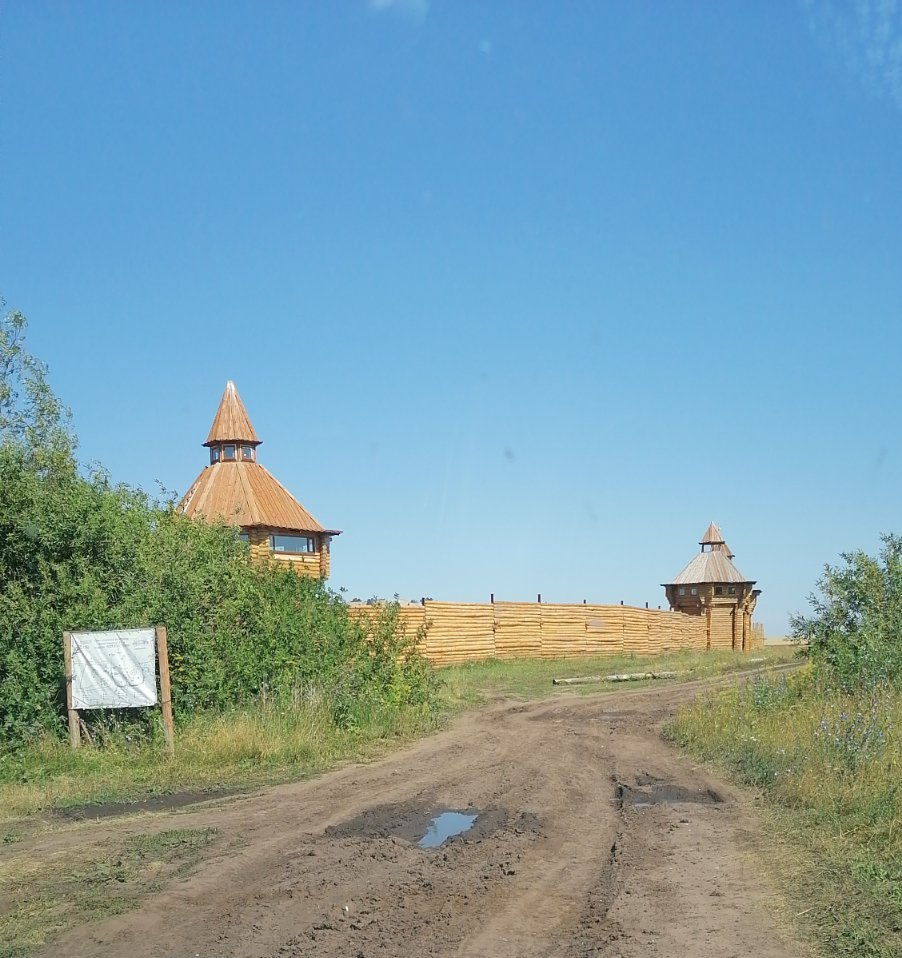
ИКК «Булгарская застава» (с. Ивановка).
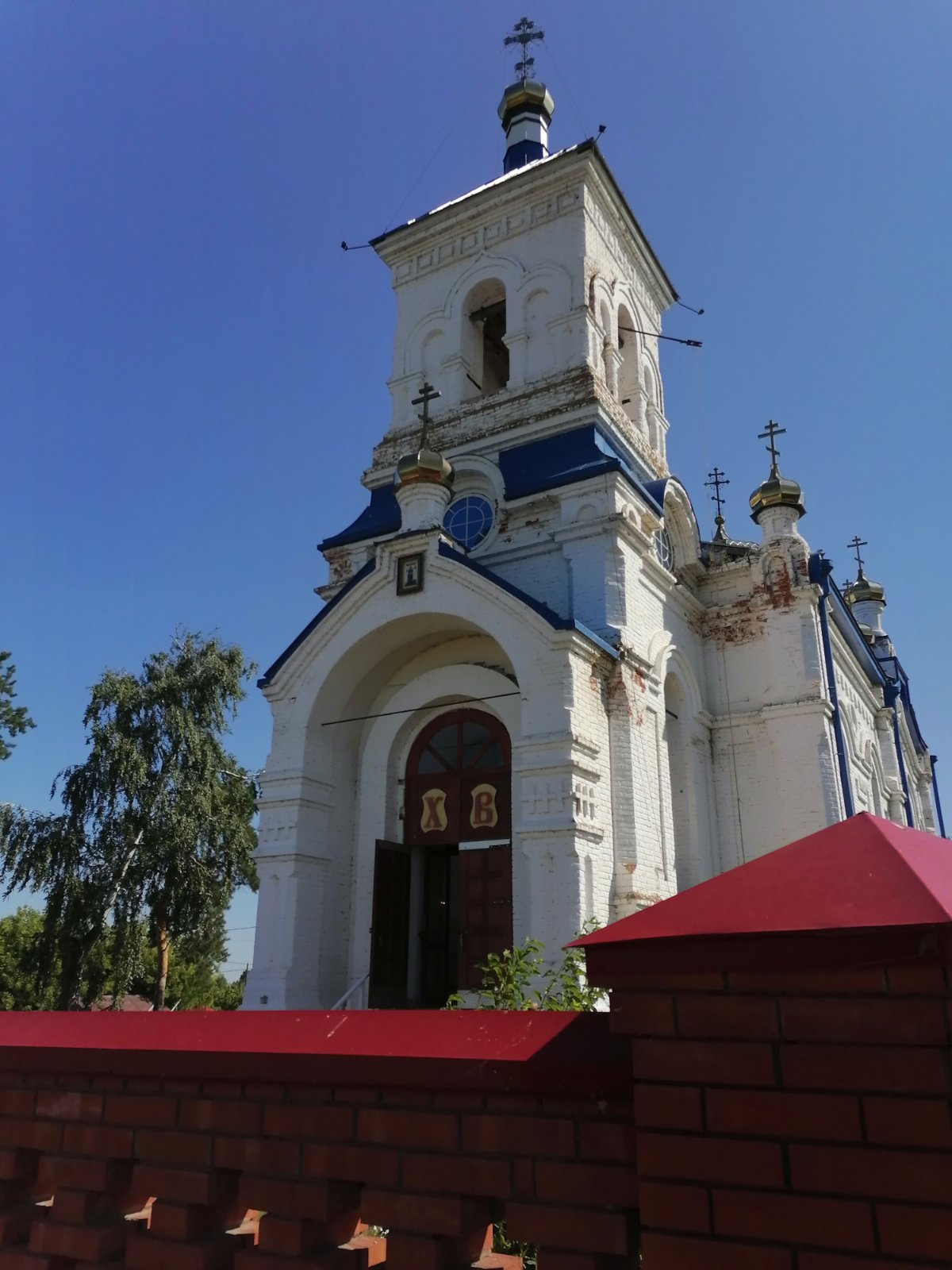
Храм Боголюбивой иконы БМ (с. Ивановка).
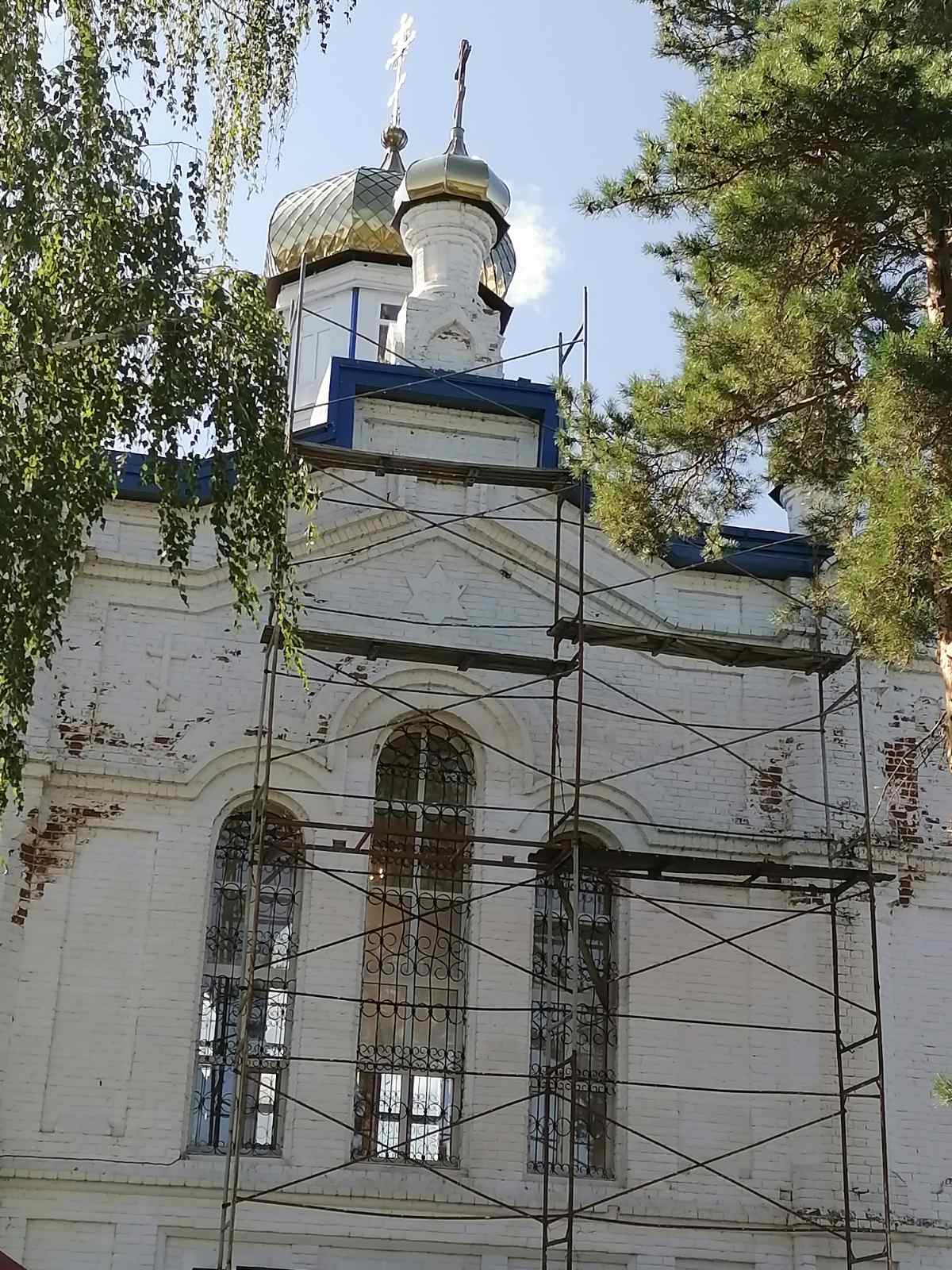
Храм Боголюбивой иконы БМ (с. Ивановка).
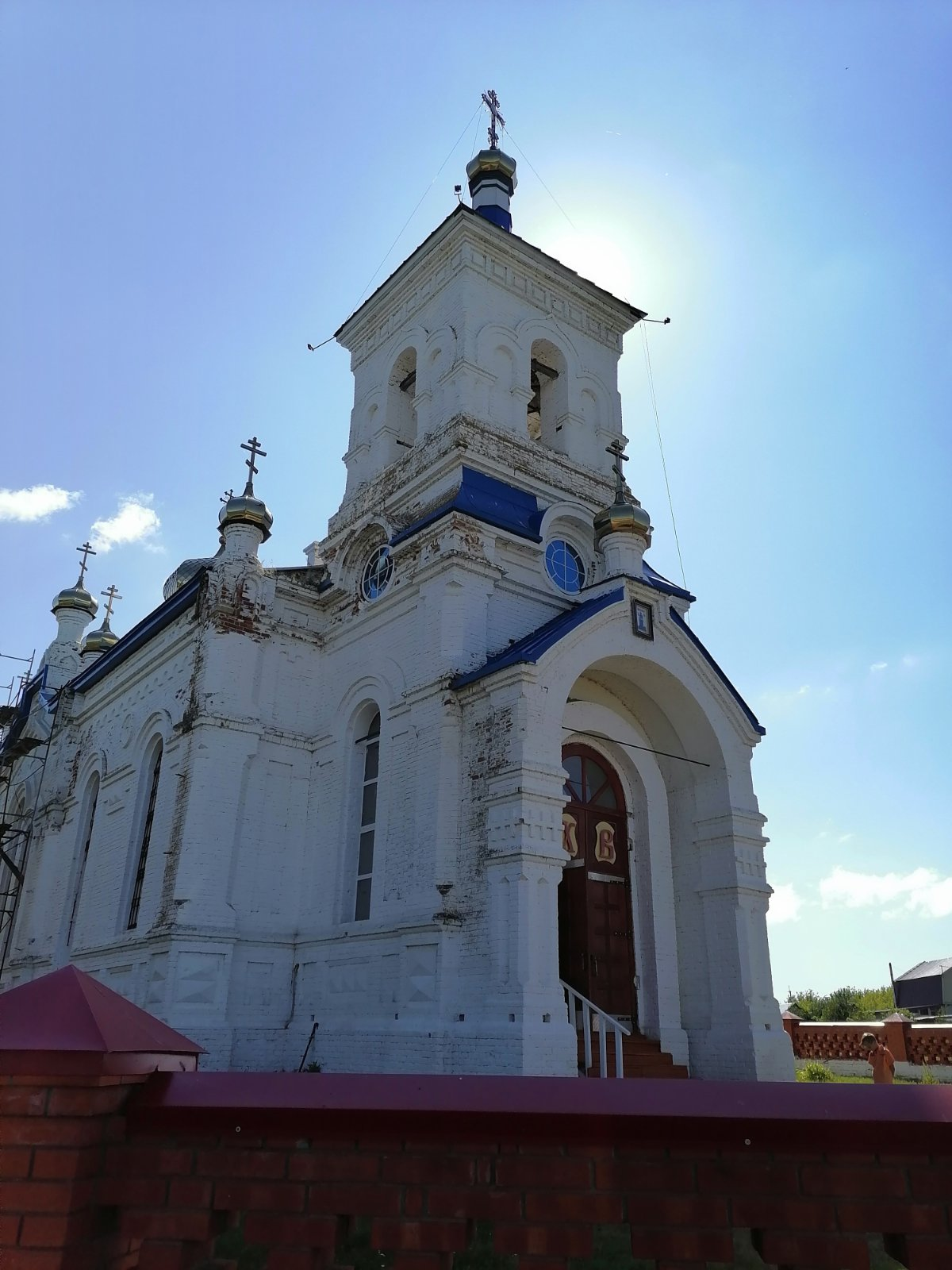
Храм Боголюбивой иконы БМ (с. Ивановка).
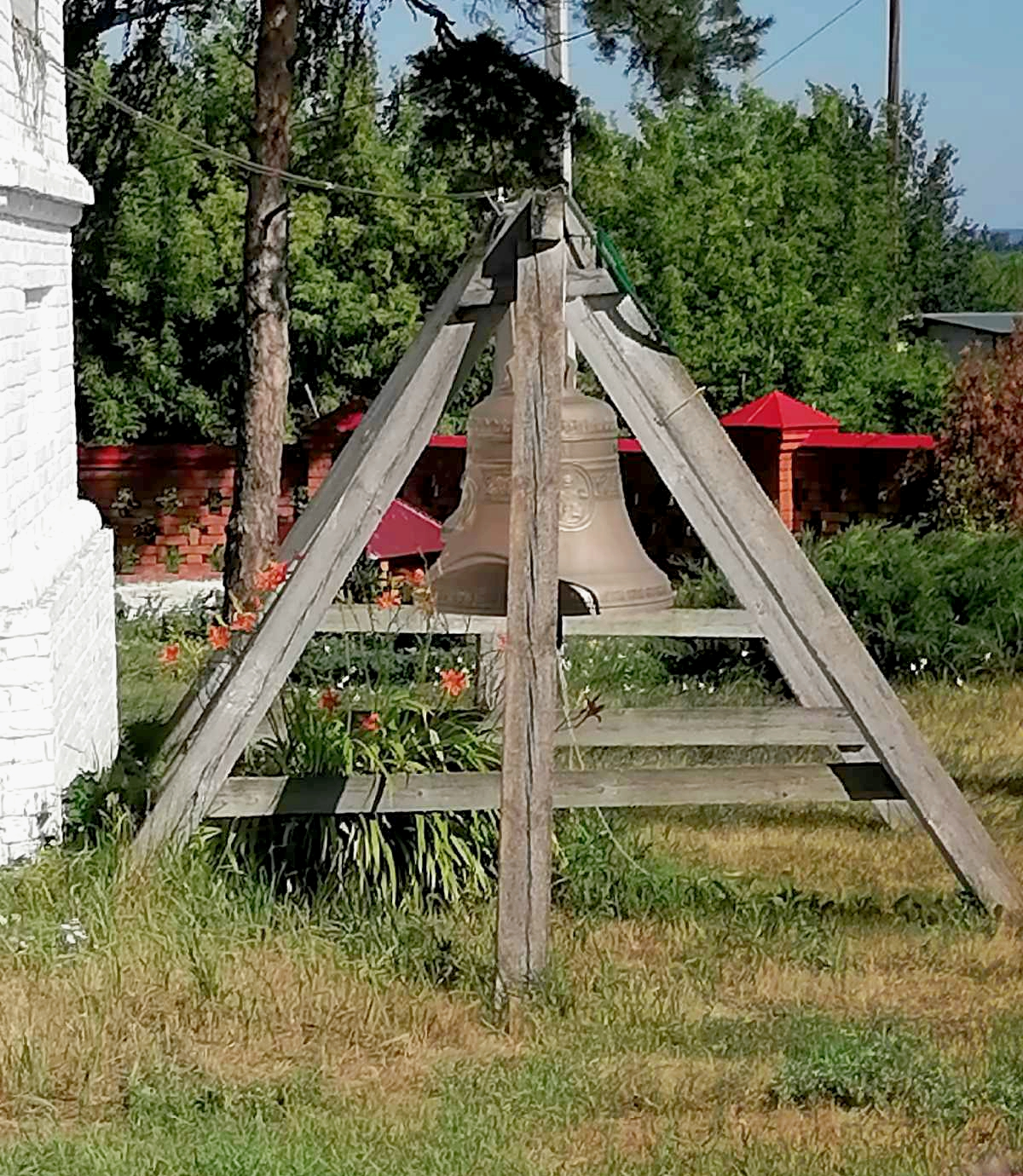
Колокол церкви.